# Martin Krampelj
Martin Krampelj, slovenski poklicni košarkar, * 10. marec 1995, Ljubljana, Slovenija.
Krampelj igra za klub Sagesse v Libanonski košarkarski ligi (LBL). Na univerzi je igral za Creighton Bluejays.

## Zgodnja in univerzitetna kariera
Krampelj je bil član mladinskih kategorij v Grosupljem in pozneje v Krki.
Leta 2015 je Krampelj sporočil svojo odločitev, da bo obiskoval Univerzo Creighton v ZDA in igral za Creighton Bluejays. Kot drugi letnik je v povprečju dosegal 11,9 točke in 8,1 skoka na tekmo ter metal 67,1 odstotka metov iz igre. Na tekmi proti Seton Hallu 17. januarja 2018 si je strgal križno vez in moral izpustiti preostanek sezone. Kot mladinec v rdečem dresu je Krampelj v povprečju dosegal 13,5 točke in 6,9 skoka na tekmo ter iz igre metal 59,2 odstotka. Bil je imenovan za častno omembo vseh ekip Velikega vzhoda (Big East Conference) in je Bluejays popeljal do izida 20-15 ter napredovanja v četrtfinale turnirja National Invitation Tournament. Po sezoni se je odločil, da se bo odpovedal zadnji sezoni in se prijavil na nabor NBA.

## Poklicna kariera

### Cedevita Olimpija (2019–2020)
Krampelj je bil po tem, ko ni bil izbran na naboru NBA 2019, imenovan za člana Denver Nuggets za poletno ligo NBA 2019.
Krampelj je 12. julija 2019 podpisal svojo prvo poklicno pogodbo s Cedevito Olimpijo.

#### Posojilo MoraBanc Andorra (2019–2020)
MoraBanc Andorra je 18. decembra 2019 sporočila, da je na svoj seznam dodala Kramplja, ki je bil posojen iz Cedevite Olimpije.

### GTK Gliwice (2020)
20. avgusta 2020 je Krampelj podpisal pogodbo z GTK Gliwice iz Poljske košarkarske lige. Na sedmih tekmah je v povprečju dosegal 10,0 točke, 6,1 skoka, 1,4 asistence in 1,9 ukradene žoge na tekmo. Krampelj se je z ekipo razšel 9. oktobra.

### Sioux Falls Skyforce (2021–2022)
Oktobra 2021 se je Krampelj pridružil moštvu Sioux Falls Skyforce iz nabora razpoložljivih igralcev. 3. februarja 2022 so ga Skyforce odstranili iz ekipe.
10. februarja 2022 je Sioux Falls Kramplja ponovno pridobil in ga aktiviral. Odigral je 31 tekem in v povprečju dosegal 9,5 točke, 5,4 skoka in 1,1 asistence v 19,5 minute.

### Aguada (2022)
Aprila 2022 je Krampelj podpisal pogodbo z Aguado iz Urugvajske košarkarske lige.

### Hamilton Honey Badgers (2022)
5. maja 2022 je Krampelj podpisal pogodbo z moštvom Hamilton Honey Badgers iz Kanadske elitne košarkarske lige (CEBL).

### MKS Dąbrowa Górnicza (2022–2023)
20. septembra 2022 je podpisal pogodbo z MKS Dąbrowa Górnicza v Poljski košarkarski ligi.

### Yalovaspor (2024–2025)
24. avgusta 2024 je podpisal pogodbo z Yalovaspor Basketbol iz turške Košarkarske super lige (BSL).

### Sagesse Club (2025–present)
14. junija 2025 je podpisal pogodbo s klubom Sagesse iz Libanonske košarkarske lige (LBL).